# Niemonajcie
Niemonajcie (lit. Nemunaitis) – miasteczko na Litwie w okręgu olickim w rejonie Olita, położone ok. 18 km na południe od Olity, nad rzeką Niemen. Siedziba starostwa Niemonajcie.  
Znajduje się tu poczta, kościół i szkoła. Dekretem prezydenta Republiki Litewskiej od 1999 roku posiada własny herb.
Niemonajcie położone były w drugiej połowie XVI wieku w powiecie trockim województwa trockiego. Za Królestwa Polskiego istniała wiejska gmina Raudań. 